# Mimura Shingo
Mimura Shingo (三村 申吾  sinh ngày 16 tháng 4 năm 1956) là chính khách người Nhật Bản. Trước đây, ông từng làm chức vụ thị trưởng thị trấn Momoishi nhiệm kỳ 1992–1996, thống đốc tỉnh Aomori nhiệm kỳ 2003–2023.